# Stazione di Hon-Kugenuma
La stazione di Hon-Kugenuma (本鵠沼駅?, Hon-Kugenuma-eki) è una stazione ferroviaria situata nella città di Fujisawa, nella prefettura di Kanagawa, in Giappone, ed è servita dalla linea Odakyū Enoshima delle Ferrovie Odakyū.

## Linee
Ferrovie Odakyū
● Linea Odakyū Enoshima

## Struttura
La stazione è dotata di due marciapiedi laterali con due binari passanti in superficie. Ciascun marciapiede dispone di una serie di tornelli riservati, oltre alla possibilità di attraversare i binari mediante passerella.
| 1 | ● Linea Odakyū Enoshima | per Katase-Enoshima                                        |
| 2 | ● Linea Odakyū Enoshima | per Fujisawa, Yamato, Sagami-Ōno, Shinjuku e linea Chiyoda |

## Stazioni adiacenti
| «                     | Servizio                  | »                     |
| Linea Odakyū Enoshima | Linea Odakyū Enoshima     | Linea Odakyū Enoshima |
| --------------------- | ------------------------- | --------------------- |
| Fujisawa              | Locale                    | Kugenuma-Kaigan       |
| Transito              | Espresso1 Espresso rapido | Transito              |

- 1: alcuni espressi fermano